# Hippotès fils de Phylas
Pour les articles homonymes, voir Hippotès.
Hippotès (en grec ancien ἱππότης : cavalier) est dans la mythologie grecque le fils de Phylas et de Leipephilène, et un arrière-petit-fils d'Héraclès ; il est banni pour s'être rendu coupable du meurtre de Karnos, un devin favori du dieu Apollon, dans le cadre du mythe du retour des Héraclides. Il serait le fondateur (ou cofondateur) de la ville de Cnide.

## Mythe
Hippotès a pour père Phylas, fils d'Antiochos, lui-même fils d'Héraclès et de Meda.
Sa mère Leipephilène (Λειπεφιλήνη), est la fille d'Iolaos, neveu d'Héraclès, et de Mégara.
Hippotès participe à l'expédition dite du retour des Héraclides avec Téménos. Lors de cette campagne militaire qui vise à reconquérir le Péloponnèse, Hippotès tue à Naupacte un devin Karnos (ou Karneios, originaire d'Acarnanie) qu'il a pris pour un magicien et un espion de l'armée ennemie ; la peste commence à ravager le camp des Héraclides et leur flotte est emportée dans une tempête ; les Héraclides s'adressent à l'oracle du dieu Apollon qui leur révèle que Karnos était son devin destiné à les guider. Hippotès est banni pour dix ans et les fêtes des Karneia auraient été créées en l'honneur de Karnos,.
Durant son exil, Hippotès eut pour fils Alétès : son père lui donna ce nom (« l'Errant ») car il était venu au monde au moment où lui-même était banni. Selon des sources antiques, Hippotès s'associe à son fils lorsque celui-ci, à la suite d'une prédiction de l'oracle de Dodone, s'empare de Corinthe, en chasse les Sisyphides et refonde la ville,. Hippotès est également présenté comme le fondateur (ou le cofondateur avec son fils) de la ville de Cnide en Carie,.
Hippotès a une sœur, Thero, renommée pour sa beauté ; amante d'Apollon, elle donne naissance à Chaéron, fondateur éponyme de Chéronée.

### Sources antiques
- Pseudo-Apollodore, Bibliothèque [détail des éditions] [lire en ligne] (II, 8, 3).
- Pausanias, Description de la Grèce [détail des éditions] [lire en ligne] (II, 4, 3 et IX, 40, 6).

### Études modernes
- (de) Heinrich Wilhelm Stoll, « Hippotes 2 », dans Ausführliches Lexikon der griechischen und römischen Mythologie, Leipzig, 1890, vol. 1, col. 2691.
- (de) Hans von Geisau, « Hippotes 2 », dans Der Kleine Pauly (KlP), Stuttgart, 1967, col. 1178.
- Pierre Grimal, « Hippotès », dans Dictionnaire de la mythologie grecque et romaine, Paris, Presses universitaires de France, 12e éd., 1994, p. 213.
- Catherine Hadjis, « Corinthiens, Lyciens, Doriens et Cariens : Aoreis à Corinthe, Aor, fils de Chrysaôr et Alétès fils d'Hippotès », Bulletin de correspondance hellénique, vol. 121, no 1,‎ 1997, p. 1-14 (lire en ligne).